# Кзыл-Кумский район

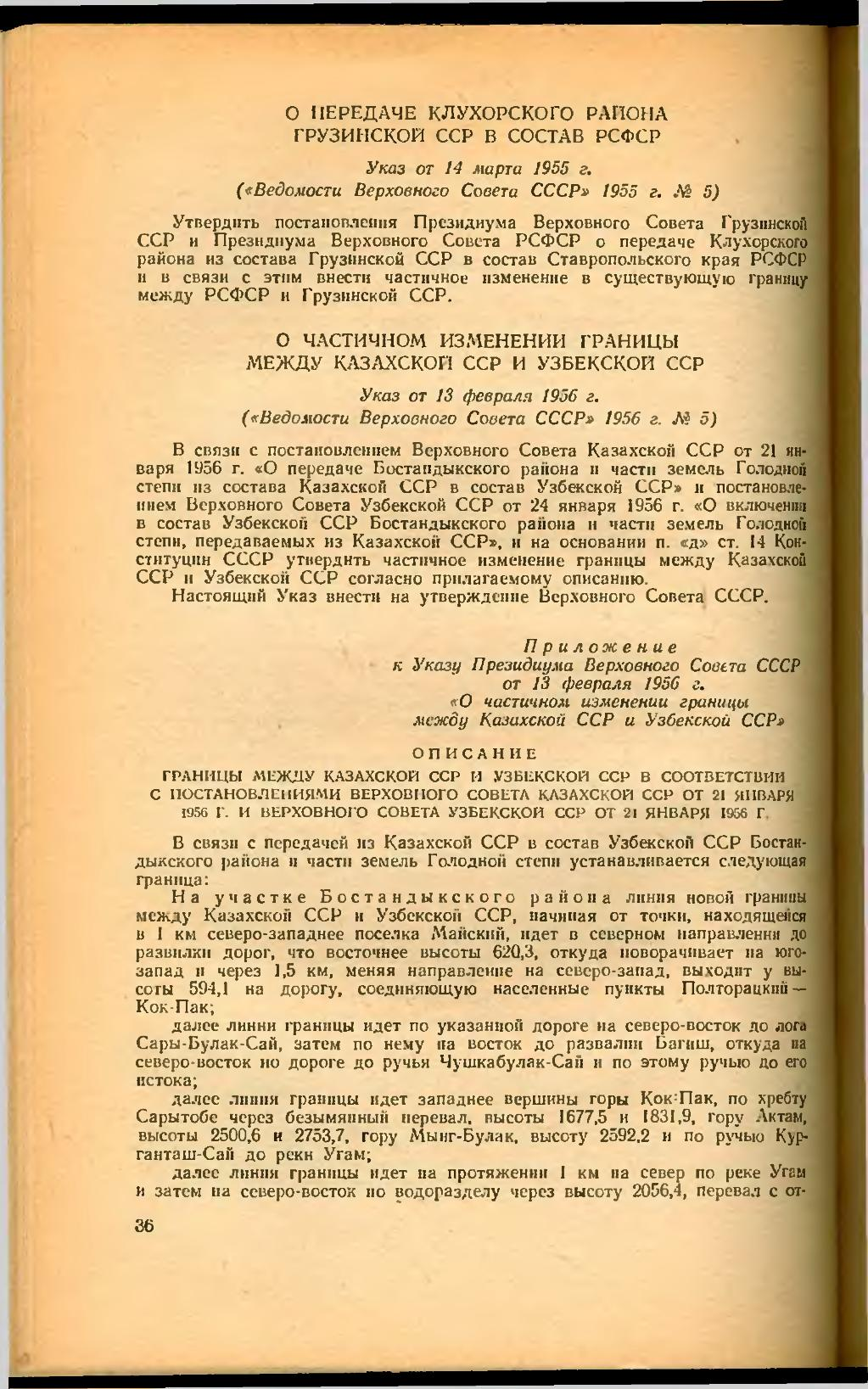

Кзыл-Кумский район — административная единица на юге Казахстана, Южно-Казахстанской области. Была основана в 1928 на территории Казакской АССР.

## История
В 1956 г. в связи с Указом Президиума Верховного Совета СССР от 13 февраля 1956 г. «О частичном изменении границы между Казахской ССР и Узбекской ССР» часть Кзыл-Кумского района была передана Фаришскому району Самаркандской области Узбекской ССР, а часть включена в Кировский район.